# Ormodi Bertalan
Ormodi Bertalan (vagy Ormody, Ormódi), eredeti nevén Berger Baruch (Miskolc, 1836. január 7. – Pest, 1869. december 24.) költő és hírlapíró; az első nevesebb zsidó vallású magyar költő.
Öccse az 1897-ben magyar nemességgel kitüntetett Ormody Vilmos biztosító-társasági vezérigazgató, a magyar közgazdasági élet tekintélye volt; bőkezű mecénás, az MTA Ormody Amália jutalmának alapítója.

## Pályája
Középiskolai tanulmányait a miskolci református gimnáziumban végezte. A pesti egyetemen egy ideig orvostanhallgató volt, de a boncolás ellen érzett ellenszenvet nem tudta leküzdeni, ezért tanulmányait abbahagyta és biztosítási hivatalnok lett. Családi nevét az 1850-es években Ormodira változtatta. 1862-ben biztosítási ügynök volt Sopronban, azután egy ideig a Hungária biztosító bank magyar levelezője Pozsonyban; azonban ezen hivatalát is elhagyta, Pestre költözött és kizárólag az írói pályán működött. Egy évvel halála előtt a nép közművelődésének terjesztése céljából Corvina cég alatt válogatott erkölcs- és ízlésnemesítő művek kiadására olcsókönyvkiadó-társulat alapításán fáradozott, melynek aztán igazgatója lett. Meghalt 1869. karácsony másodnapjára virradóra Pesten.
Írásaiban egyrészt a hagyományos hazafias gondolatkörben adott hangot érzelmeinek, másrészt megkísérelte a zsidó motívumoknak a magyar költészetben való meghonosítását. Ebben Kiss Józsefet is megelőzte, de tehetségben messze elmaradt hét évvel ifjabb pályatársa mögött.
Szerkesztette a Magyar Akademia Könyvét. (Eredeti költemények. Első évfolyam.) Pest, 1860; a Pecsovics képes gúnyoros élcapot 1867. december 15-től 1868. október 30-ig Pesten; a Kossuth-Albumot. Pest, 1868. (Két kiadás, Áldor Imrével).

## Munkái
- Magyar romanzero. Pest, 1859. (Első verseskötete. Már előbb is több költeménye jelent meg a Hölgyfutár és több más folyóirat lapjain.)
- Magyarhon ébredése. Pest, 1860. (Hazafias versek.)[2]
- Tíz magyar költemény. Pest, 1860. („Írta egy zsidó magyar.”)
- Országgyűlési nóták. Pest, 1861. (Hazafias versek.)
- Csak határozat. Pest, 1861. (Költemény Teleki László halálára.)
- A horvát testvérekhez. Pest, 1861. (Költemény)
- Bucsú az országgyűléshez. Pest, 1861. (Költemény)
- Smule Itzig. Pest, 1861. (Zsidó tárgyú tréfás elbeszélő költemény hét énekben.)
- Tüz Lőrincz. Pest, 1861. (Száz esztendős naptár. Névtelenül).
- Szózat a miskolczi új izrael. imaház felszentelése alkalmára. Őszelő 3. 1863. Miskolc, 1863.
- Ormodi Bertalan újabb költeményei. Pest, 1866.
- Pecsovics-világ Magyarországon. Történeti rajz a jelenkorból. Pest, 1868. Online
- Pecsovics-naptár 1868. Pest.